# Tat Hummus
Tat Hummus (arab. طاط حمس) – miejscowość w Syrii, w muhafazie Aleppo. W 2004 roku liczyła 1722 mieszkańców.